# Gendex
Een GENDEX-bestand is een index met persoonsgegevens en een verkorte pagina-URL dat wordt uitgevoerd door een genealogisch computerprogramma. Het wordt gebruikt om een genealogische website te laten indexeren door een zoekmachine. Het is ontwikkeld door Gene Stark voor zijn zoekmachine Gendex.com. Deze zoekmachine is in 2004 offline gegaan, maar er zijn andere voor in de plaats gekomen. Het idee er achter is om de talloze stambomen van individuele stamboomonderzoekers samen te voegen tot één centrale database terwijl de individuele stamboomonderzoekers toch alle controle over hun gegevens houden. Anders dan een Gedcom-bestand bevat een GENDEX-bestand geen gegevens over de familierelaties tussen personen. Het bestand is dus waardeloos zonder de bijbehorende website. In feite gaat het hier om een simpele vorm van een API. Mogelijk wordt het in de toekomst overbodig door meer geavanceerde API-mogelijkheden.

## Opbouw
Een GENDEX-bestand is een tekstbestand en bevat de volgende gegevens:
```
persoons-URL
familienaam
volledige naam in Gedcom-formaat
geboortedatum in Gedcom-formaat
geboorteplaats
overlijdensdatum in Gedcom-formaat
overlijdensplaats
```

Voor elke vermelde persoon wordt 1 regel gebruikt. De velden worden gescheiden door een |. De persoons-URL bevat alleen dat deel van de URL dat voor elke persoon in het bestand uniek is.
Voorbeeld:
```
pagina.htm#001|JANSEN|Jan /JANSEN/|30 JAN 1830|Amsterdam|14 DEC 1899|Utrecht|
pagina.htm#002|JANSEN|Klaas /JANSEN/|21 APR 1831|Amsterdam|09 AUG 1861|Amsterdam|
```

Opmerkingen kunnen in het bestand geplaatst worden na twee puntkomma's. Voorbeeld:
```
;; Dit is een opmerking
```

## Werking
Het GENDEX-bestand wordt samen met de bijbehorende stamboompagina's (statische HTML-pagina's of een dynamische PHP-website) op een webserver gezet. Bij de GENDEX-zoekmachine wordt het adres van het GENDEX-bestand en het deel van de persoons-URL dat voor alle personen in het bestand hetzelfde is opgegeven. De zoekmachine indexeert het GENDEX-bestand en vanuit de zoekresultaten kan vervolgens rechtstreeks doorgeklikt worden naar de juiste pagina op de aangemelde website.